# Ljudanläggning
Ljudanläggning, en anläggning för att spela upp ljud, framförallt musik. En ljudanläggning består i allmänhet av:
- En källa för ljudet, antingen ett lagringsmedium med tillhörande uppspelninganordning, eller en mikrofon
- En eller flera förstärkare
- En eller flera högtalare

## Ljudanläggningens komponenter

### Input omvandlare

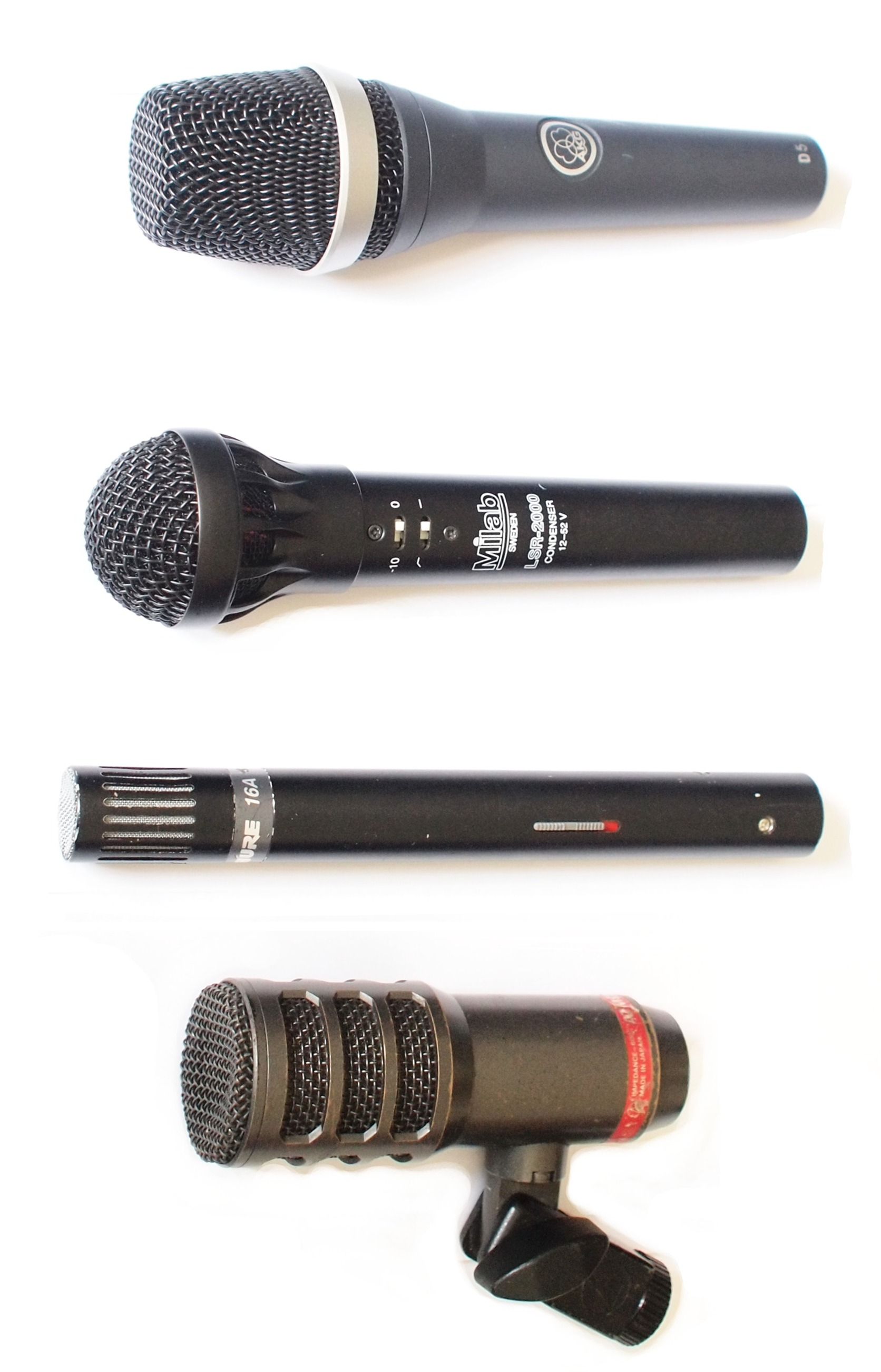
Ljudtekniker använder en mängd olika mikrofoner för olika Liveljudsapplikationer.

Det finns olika typer av input omvandlare, den vanligaste som en hittar i en ljudanläggning är mikrofonen som omvandlar rörelseenergi till elektrisk energi. Mikrofonen tar sitt ljud ifrån exempelvis ifrån en mänsklig röst eller en förstärkare till ett instrument av olika slag. Andra typer av omvandlare är magnetiska pickuper som man vanligtvis finner på lämpliga instrument exempelvis elgitarr och elbas. 

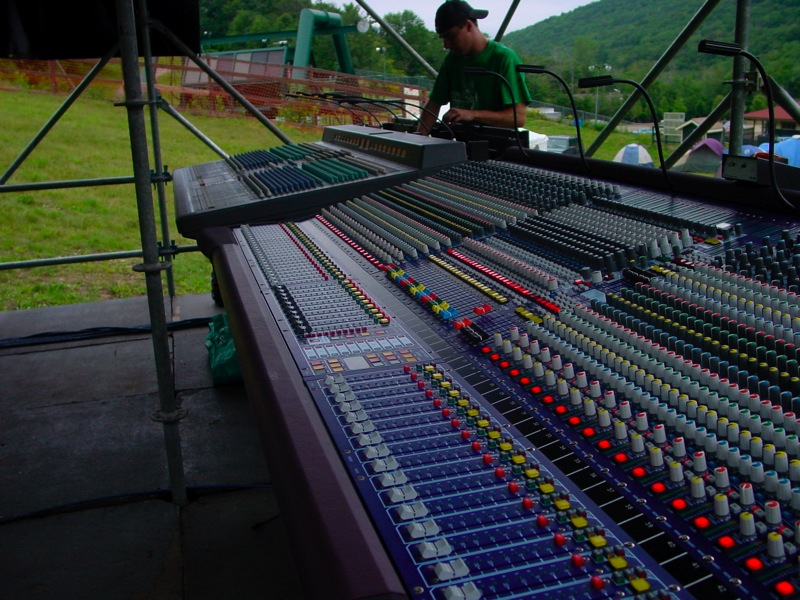
En Yamaha PM4000 and en Midas Heritage 3000 mixerbord vid FoH position vid en utomhus konsert.

### Mixerbord
Mixerbord är den centrala delen i en ljudanläggning. Här styr ljudteknikern de ingående signalerna och skapar en sammansatt ljudbild som sedan skickas ut i ljudanläggningens olika högtalare. Det finns både digitala och analoga mixerbord. En övergång från analoga till digitala mixerbord har skett på senare år på grund av att man kan ha tillgång till fler kanaler på en mindre yta och spara inställningar som man skapat vid ett tidigare tillfälle.

### Signalprocessorer
Det finns analoga och digitala signalprocessorer. Det kan vara till exempel equalizer, kompressor och olika effekter såsom delay och reverb.

### Förstärkare
En förstärkare förstärker ljudsignaler. Det finns olika förstärkare: Instrumentförstärkare, mikrofonförstärkare, förförstärkare och slutsteg.

### Output omvandlare

#### Huvudhögtalare

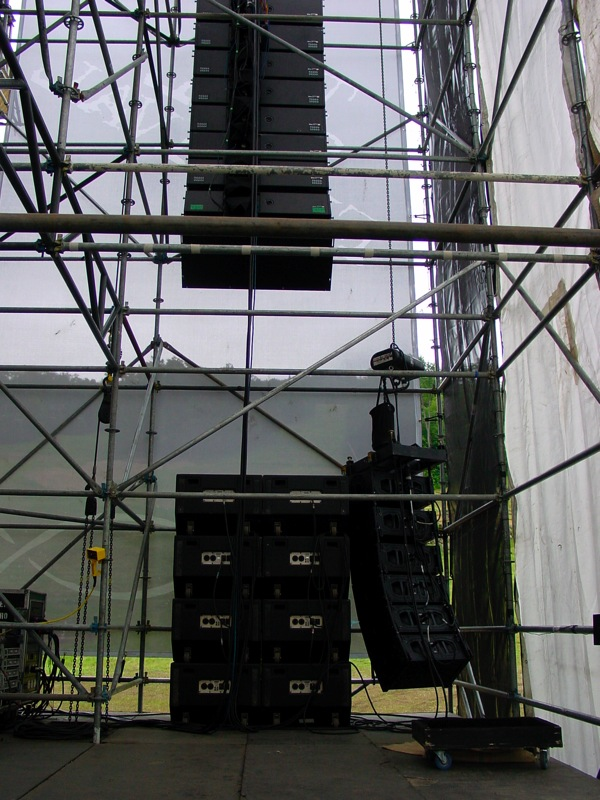
Ett stort "line array" system med separata subbar och en mindre "side fill line array" system.

De tre olika typerna av omvandlare är subwoofer, kompressions drivare och tweetare. Det finns både aktiva och passiva högtalare. Aktiva har en inbyggd förstärkare, medan passiva kräver extern förstärkning.

#### Monitorhögtalare

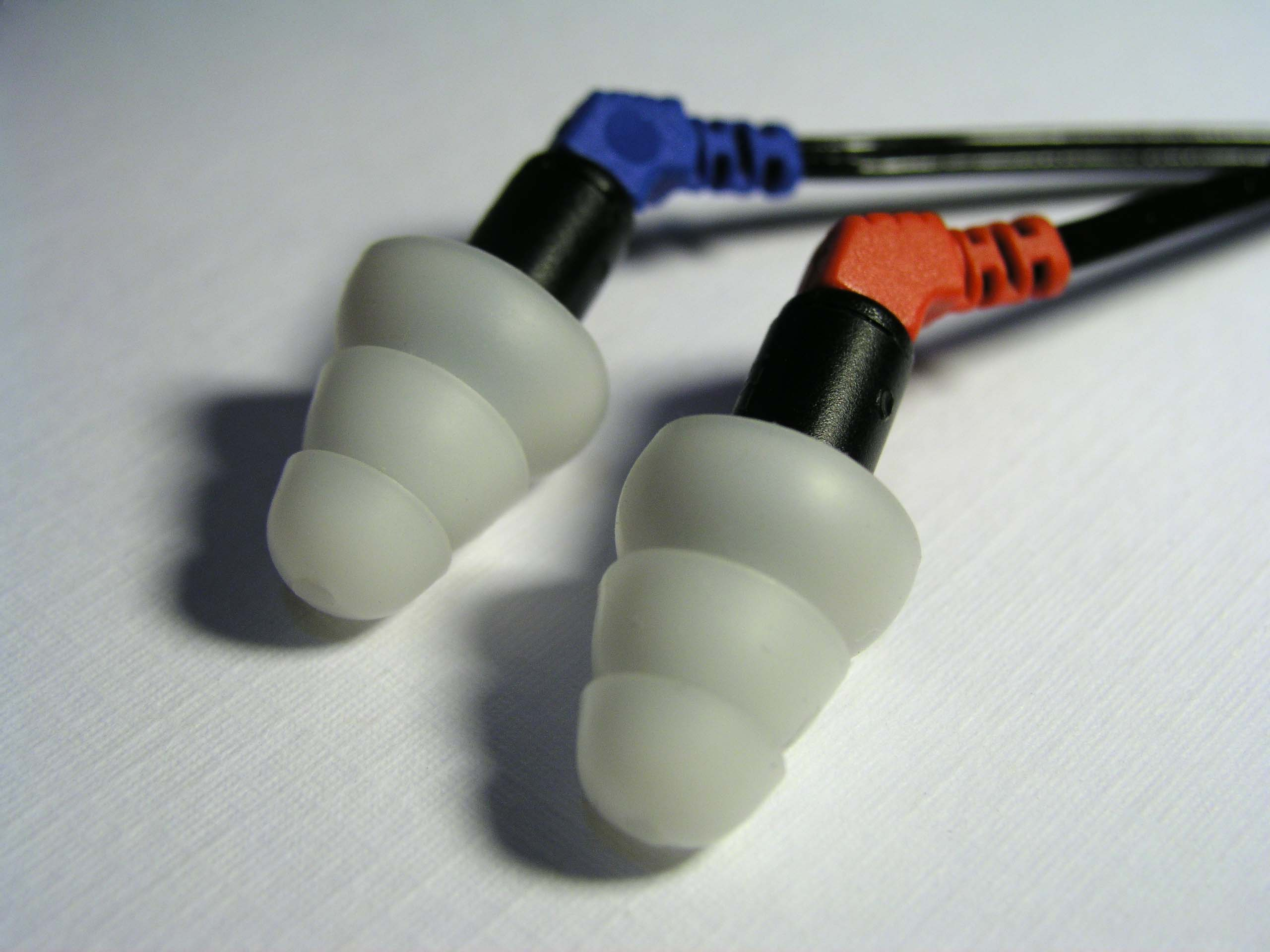
Ett par av universalt passande in-ear monitorer. Den här modellen heter Etymotic ER-4S

Dessa hötalare används på scenen för att återge musiken som spelas till musikerna. Vid större scensammanhang krävs det oftast ett separat mixerbord till detta. Det finns högtalare på scenen så kallade wedgar och öronsnäckshötalare.

## Tillämpningsområden

### Klubb
En ljudanläggning i en klubb måste vara anpassad till både livemusik och förskapad uppspelad musik. Livemusik kan till exempel vara ett band. Uppspelad musik som är skapad på förhand kan vara en DJ-mix. Svårigheten är att optimera hela anläggningen för de två olika alternativen. Problem som kan uppstå kan bero på hur själva lokalen ser ut. En klubb kan ha många olika skepnader.

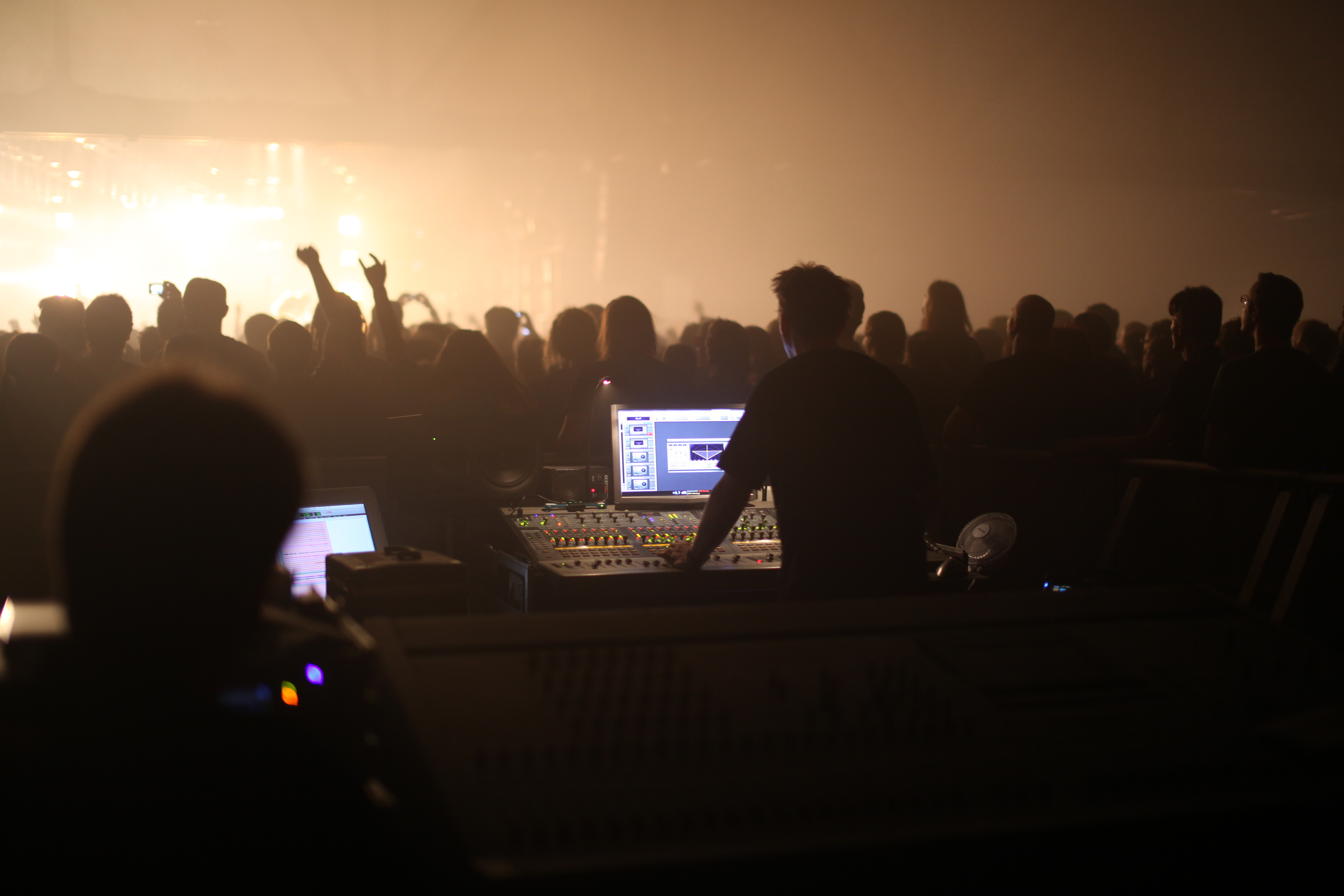
En FoH ljudtekniker med ett Digidesign D-Show Profile live digitalt mixerbord och en datorskärm.

### Turné
En ljudanläggning som används i turnésyfte behöver ha flera olika specifika egenskaper. På grund av att man reser med ljudanläggningen så krävs det att den är lättförflyttlig och tålig. Den behöver även vara anpassningsbar till många olika typer av lokaler. 

### Konserthus
Ljudanläggningar som man kan hitta i konserthus är specialanpassade till den specifika lokalen. Akustiken är av stor vikt när en sådan anläggning sätts upp.

### Konferens
En ljudanläggning som används vid konferens och utbildningssalar bör vara anpassat till tal. Den ska ge en tydlig uppfattning av talaren i frågan. Utöver det ska den försöka förhindra oönskade ljud som kan uppstå till exempel prassel av olika sorter. Problem som kan uppstå är eko. 

### Sportevenemang
Vid sportevenemang behöver man en ljudanläggning som har ett kraftfullt speakersystem. Det behöver även vara tåligt och anpassat till många olika väderförhållanden.

## Exempel på ljudanläggningar
- Musikspelare
- Stereoanläggning
- PA-utrustning